# 航空師 (美國空軍)
航空师（Air Division），是美國空軍的一个建制级别，在美國空军标准层级定义上，低于编号航空队，高于联队。。在空军的编制体系中，航空师不像联队、中队，有固定的组织结构，而是一种相对比较灵活的单位。航空师的師長一般是少将或准将军衔。

## 美國
1947年9月16日，美国陆军航空兵变为美国空军。此前，1946年3月21日，陆航司令官卡尔·安德鲁·斯帕茨对组织结构作了改革，组建了一级司令部梯队，管辖各编号航空队，二战时期在编号航空队之下的各前指司令部悉數撤编。
1948年，美国空军编制结构大改。联队成为在一个固定基地的组织建制单位；在联队与编号航空队之间设立航空师（Air Division），用阿拉伯数字编号。此后，还陆续设立了战略航天师（Strategic Aerospace Division）、战略导弹师（Strategic Missile Division）、太空师（Space Division）。例如：第2航空師、美國空軍第327航空師、第7航空師、第1戰略航天師。
一些航空师担负特别任务，用名字作为番号，如：電子系統師（Electronic Systems Division），1976年组建的南方航空师。 
1992年，最后一个航空师撤编。

## 延伸阅读
- Russell, Ed, Air Division Histories, USAF Historical Research Agency historical documents. SAC Society, Strategic Air Command, Turner Publishing, 1985.